# 朱騏
朱騏是台灣一名動畫導演、講師，慧元數位媒體公司創辦人。曾擔任中華民國資訊軟體協會文創科技委員會副主委及動漫小組召集人、三立電視台藝術指導兼導演、中影股份有限公司製片廠編導等。現任慧元數位媒體公司董事長兼總經理、慧谷科技有限公司總經理、台灣物聯網聯盟-智慧旅遊委員會會長、台灣文化創意學會副理事長、廣播電視節目製作商業同業公會理事、華梵大學應用傳播學程講師。曾創作佛教禪宗動畫「大慧集禪畫」系列。

## 外部連結
- 華梵大學應用傳播學程師資介紹 朱騏老師 （页面存档备份，存于）
- 台動漫業與陸三大電信合作 （页面存档备份，存于）
- 台灣動漫專區在中國三大電信成立的幕後推手－朱騏 （页面存档备份，存于）
- 中國文化部文化月刊第324期 大慧集禪畫專訪-當網路動畫遇見禪宗思想[]
- 廈門南普陀寺與台灣慧元數位媒體公司共同出版發行大慧集禪畫多媒體書
- 台灣首屆兩岸智慧旅遊產業高峰論壇 專案一／寺廟智慧觀光主持人：朱騏／慧元數位媒體股份有限公司總經理
- 慧元數位媒體、中國科技大學簽署產學研發文創商品 （页面存档备份，存于）